# Chen Shimei y Qin Xianglian
Chen Shimei es el personaje de una ópera china y un refrán en China para referirse a un hombre descorazonado e infiel. Estuvo casado con Qin Xianglian, a veces traducido como Loto Fragante (Fragrant Lotus). Chen Shimei traicionó a Qin Xianglian casándose con otra mujer, e intentó asesinar a su primera esposa para encubrir su pasado. Esta pareja ficticia son también leyendas populares.

## Historia

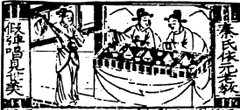
Una ilustración de un ejemplar de 1594 de la novela Casos Judiciales de Cien Familias Juzgadas por Bao Dragón (包龍圖判百家公案) que representa a Chen Shimei en un banquete escuchando a su espsa abandonada Doña Qin disfrazada de intérprete de pipa.

Edición Ilustrada de los Cien Casos Judiciales de Bao Zhen (增像包龙图判百家公案) o Los Casos de Bao Zhen (包公案) para abreviar, publicado en 1595, ya incluía la historia de Chen Shimei, siendo los nombres de sus hijos los mismos que en la ópera tradicional.
El personaje estaba basado en los registros de Chen Shumei (陳熟美), oficial de la corte del gobierno de la dinastía Qing, cuya esposa fue Qin Xinlian (秦馨蓮). Al igual que Bao Zhen, Chen era un oficial de alto rango quien eventualmente se enemistó con otros oficiales corruptos. Aquellos oficiales crearon dos personajes (marido y mujer) basados en la pareja, cambiando ligeramente sus nombres reales e introdujeron a Bao Zheng de la dinastía Song a su cuento para calumniar y desprestigiar a Chen Shumei y su esposa Qin Xinlian.
Al principio Qin Xinlian aparecía como Doña Qin (秦氏), sin un nombre dado (igual que la mayoría de las mujeres registradas en la literatura china), en la serie de historias de 1594 Casos Judiciales de Cien Familias Juzgadas por Bao Dragón (包龍圖判百家公案), historieta 26, El Fantasma de Doña Qin Vuelve para Exiliar a Shimei (秦氏還魂配世美). En esta versión fue asesinada por sicarios de Chen, pero su fantasma busca justicia con «Bao Dragón» o Bao Zheng. La historia más conocida en la actualidad no contiene supersticiones, en cambio aparece Han Qi (韓琪), sicario de Chen, quien se suicida para permitir que Qin huya.

## Ópera china

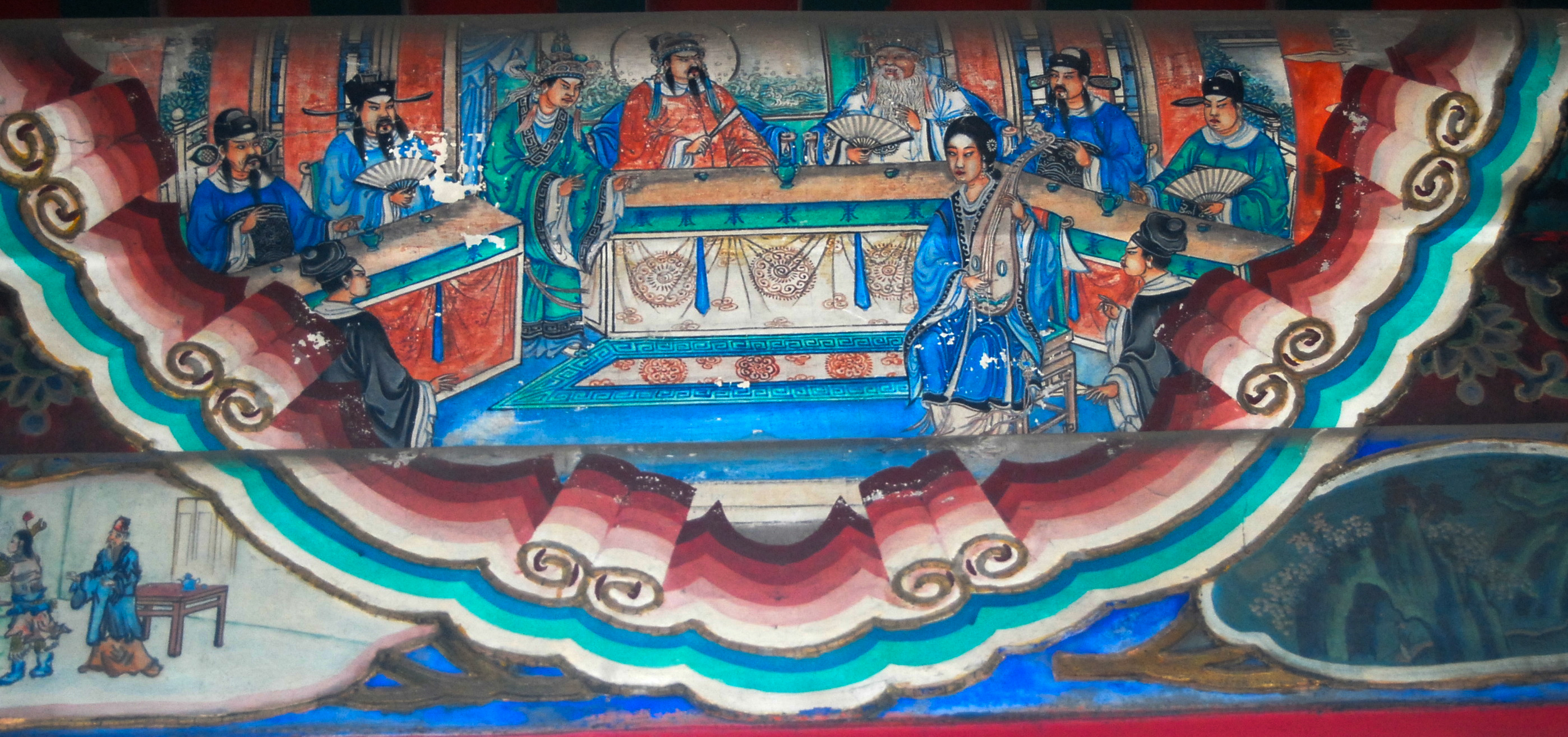
Mural del Gran Corredor del Palacio de Verano, Beijing, China, mostrando a Qin tocando la pipa el banquete que asistió Chen.

Argumento de la ópera pequinesa El Caso de [Chen Shi] Mei el Decapitado (铡美案):
Durante la dinastía Song, Chen Shimei (陈世美), un erudito pobre, estudiaba para los exámenes imperiales. Chen Shimei se casó con Qin Xianglian (秦香蓮), quien decidió cuidar de él, sus padres y sus hijos para que Chen Shimei tuviera tiempo para estudiar. Cuando llegó la fecha de los exámenes, Shimei fue a la capital a realizarlos, dejando atrás a Xianglian y sus hijos. No volvió. Mientras tanto, una hambruna asoló el país y mató a sus padres. Sin nada más en el pueblo, Xianglian y sus hijos viajaron a la capital en busca de Shimei.
Resultó ser que Shimei quedó primero en los exámenes, y le fue otorgado un puesto oficial como resultado. El Emperador quiso favorecerle, y le ofreció casarse con su hermana. Aunque Shimei ya estaba casado, se dejó embaucar por la riqueza y el poder; mantuvo su antiguo matrimonio en secreto y se casó con la princesa con la esperanza de olvidarse de Xinglian y sus hijos. Esto metió a Shimei en un aprieto cuando Xianglian llegó a la capital para buscarle. Aun así, sabiendo que su posición estaba en peligro, además del hecho de haber mentido al Emperador para casarse con la princesa, Shimei no solo alegó no conocer a Xianglian y sus hijos, sino que también ordenó en secreto a Han Qi (韩琪), su guardaespaldas, que los matara.
Han Qin acorraló a Xianglian fuera de la capital. Sin embargo, cuando Xianglian suplicó a Han Qi que cuidara de sus hijos tras su muerte, Han Qi no se sintió capaz de matarlos. Acorralado entre su conciencia y su deber, Han Qi se suicidó en Sanguantang (三官堂). Después de enterrar a Han Qi, Xianglian se dirigió a Bao Zheng para forzar a Shimei a reconocerla. Bao Zheng mandó a un subordinado al pueblo de Shimei y Xianglian, verificando la historia de Xianglian. Así pues decidió llevar a juicio a Shimei en favor de Xianglian, y trató de dar a Shimei la oportunidad de confesar que Xianglian es su primer esposa, por el bien de sus hijos. Sin embargo, Shimei lo negó de nuevo aun conociendo a Xianglian. Cuando Shimei negó también haber mandado a un asesino para matar a Xianglian, Xianglian demostró que Shimei mentía mostrando a la corte la espada de Han Qi. Bao Zheng declaró culpable a Shimei por intento de asesinato y mentir al Emperador, cuya sentencia fue la muerte.
Cuando la princesa se enteró de la inminente ejecución, se sintió ultrajada por las mentiras de Shimei, pero tampoco quería ser viuda. Por lo tanto, fue con su madre, la Emperatriz Dowager, para presionar a Bao Zheng para detener la ejecución. Bao Zheng se negó. Pero cuando el Emperador redactó un edicto para exculpando a Shimei, Bao Zheng no tuvo más opción que obedecer. Lamentando que la justicia no le iba a servir, ofreció a Xianglian algo de dinero y decidió retirarse del oficio. Xianglian rechazó el dinero, llorando tanto por cómo los oficiales se protegían los unos a los otros, que se desmayó. Ordenando a sus subordinados que ayudaran a Xianglian, Bao Zheng, indignado, se decidió a llevar a cabo con la ejecución a pesar del edicto. Cuando la Emperatriz Dowager apuntó que la pena por desobedecer un edicto imperial es la muerte, Bao Zheng se quitó el sombrero oficial y declaró que Shimei debía ser ejecutado primero antes que él. Shimei fue ejecutado. Después, campesinos de todo el país llamaron a Bao Zheng con el nombre honorífico de «Justicia Bao» (包青天).
Tras la proclama de la República Popular de China, el Estudio Cinematográfico Changchin (長春電影製片廠) produjo la película ópera Qin Xianglian en 1964 para preservar la escenografía de los artistas de ópera pequinesa como Zhang Junqiu (張君秋), Ma Lianliang (馬連良), Li Duokui (李多奎) y Qiu Shengrong (裘盛戎).

## Representaciones en cine y televisión
- Li Lihua en The Story of Ching Hsiang-lien (1964)
- Leanne Liu en Justice Pao (1993)
- Hao Lei en The New Case of Beheading Chen Shimei (2004)
- Chen Ting en Justice Bao (2008)
- Zhou Zihan en Female Constable (2011)
- Mabel Yuan en Qin Xianglian (2011)